# San Pedro Yeloixtlahuaca
San Pedro Yeloixtlahuaca är en kommun i Mexiko.   Den ligger i delstaten Puebla, i den sydöstra delen av landet, 190 km sydost om huvudstaden Mexico City. Antalet invånare är 3 395. Arean är 175 kvadratkilometer.
Terrängen i San Pedro Yeloixtlahuaca är huvudsakligen kuperad, men norrut är den platt.
Följande samhällen finns i San Pedro Yeloixtlahuaca:
- San Isidro Labrador
- San José Álamo
- San José Agua Zarca
- Cruz Verde
- Santa Cruz Mirador